# Hannah Hoekstra
Hannah Hoekstra (Róterdam; 2 de agosto de 1987) es una actriz neerlandesa ganadora del Becerro de Oro y conocida principalmente por su aclamada actuación en la película The Fury y por ser el modelo para el personaje de Aloy en el videojuego Horizon Zero Dawn.

## Biografía y carrera
En 2010, Hoekstra se graduó en la Academia de Teatro de Ámsterdam, donde estudió desde 2006. Durante el entrenamiento participó en la obra Underground, del director Johan Simons. Al año siguiente, hizo su debut en televisión, interpretando un pequeño papel en la serie de televisión Flikken Maastricht.
Su gran avance llegó en 2012 cuando fue elegida para la película Hemel, de Sacha Polak, en la que Hoekstra interpreta una belleza sensual con signos de ninfomanía. La película fue exhibida en el Festival de Berlín y recibió un premio especial FIPRESCI. También recibió un Becerro de Oro en el Festival de Cine de los Países Bajos y fue nominada para un Premio Rembrandt. Fue nombrada ganadora del Premio Shooting Stars, que fue presentada por el European Film Promotion Board en el 67.º Festival Internacional de Cine de Berlín.
En 2017 fue elegida por Guerrilla Games (cuya sede está en Países Bajos) para ser el modelo base sobre el que se crearía el personaje de Aloy, protagonista del videojuego Horizon Zero Dawn. Sin embargo, quien da voz al personaje es Ashly Burch.

## Filmografía

### Televisión
| Año       | Título                               | Papel             | Notas                              |
| --------- | ------------------------------------ | ----------------- | ---------------------------------- |
| 2011      | Flikken Maastricht                   | Monique Bolt      | 1 episodio                         |
| 2011-2012 | Mixed Up                             | Camarera          | 3 episodios                        |
| 2012      | Arne Dahl: Upp till toppen av berget | Servitris Holland | Miniserie. 1 episodio              |
| 2012      | Gerede Twijfel                       | Esmee             |                                    |
| 2012      | Sunday Baby                          | Mercedes 18       | Cortometraje                       |
| 2013      | Freddy Heineken                      | Charlene          | 4 episodios                        |
| 2013      | Volgens Robert                       | Jasmijn           | 8 episodios                        |
| 2013      | Scooterdagen                         | Lara              | Cortometraje                       |
| 2014      | Assepoester: een modern sprookje     | Ana Lopes Dias    | Película para televisión           |
| 2014      | Praten met Pepijn                    | Ella misma        | Programa de variedades. 1 episodio |
| 2015      | Sunny Side Up                        | Judith            | Película para televisión           |
| 2017      | Odds                                 | Kim               |                                    |
| 2018      | Lost & Found                         | Lena Wennik       | Película para televisión           |
| 2018      | You Are Wanted                       | Angel             | 3 episodios                        |
| 2019      | How to Sell Drugs Online (Fast)      | Mia               | Serie original de Netflix          |

### Cine
| Año  | Título                       | Papel         | Notas |
| ---- | ---------------------------- | ------------- | ----- |
| 2012 | Manslaughter                 | Judith        |       |
| 2012 | Hemel                        | Hemel         |       |
| 2012 | Mister Twister: Class of Fun | Marie Louise  |       |
| 2013 | App                          | Anna Rijnders |       |
| 2013 | Mister Twister Goes Camping  | Marie Louise  |       |
| 2014 | Hartenstraat                 | Joni          |       |
| 2014 | The Canal                    | Alice         |       |
| 2014 | Mees Kees op de planken      | Marie Louise  |       |
| 2016 | The Fury                     | Tiny          |       |
| 2017 | Arthur & Claire              | Claire        |       |
| 2017 | Kleine IJstijd               | Delphina      |       |
| 2018 | Gek van Oranje               | Merel         |       |

### Videojuegos
| Año  | Título                 | Papel | Notas                           |
| ---- | ---------------------- | ----- | ------------------------------- |
| 2017 | Horizon Zero Dawn      | Aloy  | Modelo de rostro (sin créditos) |
| 2022 | Horizon Forbidden West | Aloy  | Modelo de rostro (sin créditos) |

## Premios y nominaciones
| Año  | Categoría    | Trabajo nominado | Resultado |
| ---- | ------------ | ---------------- | --------- |
| 2012 | Mejor actriz | Hebel            | Ganadora  |

| Año  | Categoría    | Trabajo nominado | Resultado |
| ---- | ------------ | ---------------- | --------- |
| 2012 | Mejor actriz | Hebel            | Ganadora  |
| 2016 | Mejor actriz | The Fury         | Ganadora  |

| Año  | Categoría                | Trabajo nominado | Resultado |
| ---- | ------------------------ | ---------------- | --------- |
| 2013 | Mejor actriz neerlandesa | Hebel            | Nominada  |

| Año  | Categoría    | Trabajo nominado | Resultado |
| ---- | ------------ | ---------------- | --------- |
| 2016 | Mejor actriz | The Fury         | Ganadora  |

| Año  | Categoría         | Resultado |
| ---- | ----------------- | --------- |
| 2017 | EFP Shooting Star | Ganadora  |